# Wierden
Wierden  (basso sassone: Wierdn) è un villaggio e un comune neerlandese nella regione di Twente nel centro della provincia di Overijssel. Wierden confina nell'est col comune di Almelo, nel sud col comune di Hof van Twente, nel sudovest col comune di Rijssen-Holten, nel nord ed ovest col comune di Hellendoorn e nel nord col comune di Twenterand.
Il comune conta 23 430 abitanti (1º gennaio 2010, fonte: CBS).